# Acide saccharique
L'acide saccharique, aussi écrit acide saccarique (ou acide glucarique) est un acide aldarique de formule brute C6O8H10. Il est formé à partir de l'oxydation du glucose sur son carbone 1 et son carbone 6. 
Il est obtenu par oxydation à chaud des fonctions aldéhyde et alcool primaire du glucose par un oxydant tel que l'acide nitrique.
- Oxydation de la fonction alcool en position 6 en aldéhyde :

- Oxydation des deux fonctions aldéhydiques en acides carboxyliques :